# Bernhard Goetzke
Bernhard Goetzke (Gdańsk, 5 de junho de 1884 – Berlim, 7 de outubro de 1964) foi um ator de cinema alemão. Ele atuou em 130 filmes mudos entre 1930 e 1961.

## Filmografia selecionada
- 1917: Furcht
- 1918: Veritas vincit
- 1919: Tötet nicht mehr!
- 1919: Unheimliche Geschichten
- 1919: Madame Dubarry
- 1920: Die Brüder Karamasoff
- 1936: Der Kurier des Zaren
- 1939: Robert Koch, der Bekämpfer des Todes